# Партия Америки
Партия Америки (или «Америка», Американская партия, Партия «Америка»; англ. America Party) — анонсированная политическая партия в США. Была объявлена Илоном Маском 5 июля 2025 года.

## История
|           | Elon Musk | через Twitter |
| @elonmusk |           |               |

англ. Is it time to create a new political party in America that actually represents the 80% in the middle?
| Yes                             |  |  | 80.4 % |  |
| No                              |  |  | 19.6 % |  |
| 5,630,775 votes · Final results |  |  |        |  |

        June 5, 2025

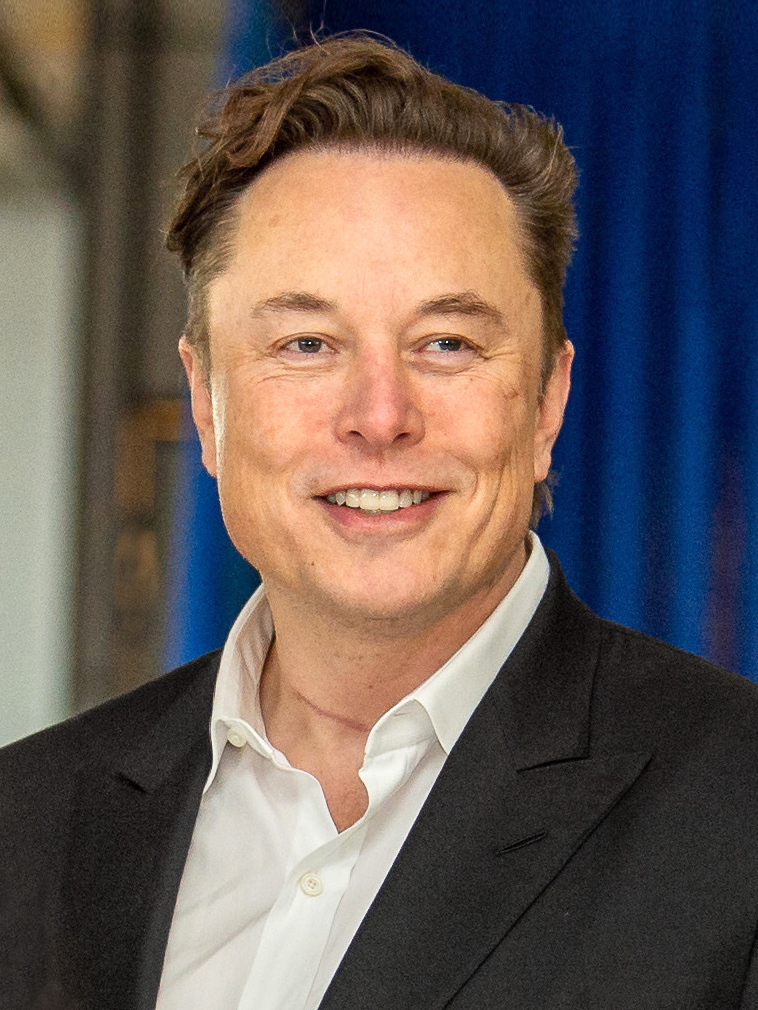
Основатель новой партии Илон Маск

В июне 2025 года Илон Маск начал конфликт с президентом США Дональдом Трампом из-за положений в тогда предложенном Законе об одном большом красивом билле. Спор обострился 5 июня после того, как Трамп публично раскритиковал Маска на встрече с канцлером Германии Фридрихом Мерцем. На фоне серии постов в X, осуждающих Трампа, Маск предложил создать политическую партию для представления «восьмидесяти процентов в середине», прикрепив опрос, позволяющий пользователям голосовать «да» или «нет». Опрос завершился на следующий день, при этом примерно восемьдесят процентов респондентов проголосовали за. Через несколько минут после заявления о том, что партия должна быть создана на основе опроса, Маск назвал её «Американской партией». До создания партии несколько политических партий и отдельных лиц, выступающих против двухпартийной системы, пытались заручиться поддержкой Маска. В интервью Politico Magazine Эндрю Ян стремился сотрудничать с ним для создания политической партии вместе или для поддержки Партии «Вперёд» Яна; Маск ранее поддерживал Янга в его президентской кампании 2020 года. Председатель Либертарианского национального комитета Стивен Нехайла предложил партнёрство с Маском в июле.
Согласно Reuters, Маск был «серьёзен» в отношении создания Американской партии, несмотря на поиск урегулирования с Трампом и попытки администрации Трампа наладить отношения. Поскольку Закон об одном большом красивом билле приближался к голосованию в Сенате позднее в том месяце, он поклялся создать Американскую партию, если законопроект пройдёт, и пообещал поддержать вызовы на праймериз республиканцам, которые проголосуют за законопроект. Закон об одном большом красивом билле вернулся в Палату представителей несколько дней спустя, где он был принят 3 июля. Маск изложил потенциальную избирательную стратегию и провёл второй опрос на следующий день. Возможность создания Маском третьей партии широко воспринимается как трудная. The Washington Post отметила, что хотя Маск имеет достаточное благосостояние для создания политической партии, осложнения в его деловой карьере, его неспособность повлиять на выборы в Верховный суд Висконсина в 2025 году, и его снижающаяся популярность в результате его работы в Департаменте эффективности правительства могут помешать его усилиям. Кроме того, Американская партия сталкивается с проблемами доступа к бюллетеням.
5 июля Маск объявил, что он создал Американскую партию. К тому вечеру он не подал документы для формальной регистрации партии в Федеральной избирательной комиссии.

## Идеология и платформа
Маск заявил, что Американская партия сосредоточена на сокращении дефицита. Кроме того, партия поддерживает дерегулирование, свободную торговлю и иммиграцию высококвалифицированных работников, согласно Нейту Кону из The New York Times, который заявил, что её идеология «может быть узнаваема по ярлыкам, которые её критики как слева, так и справа уже присвоили», ссылаясь на неолиберализм и глобализм соответственно.

## Избирательные результаты и стратегия
Нейт Кон предположил, что Американская партия могла бы обрести легитимность на выборах 2028 года, если недовольство двухпартийной системой возрастёт из-за мрачных экономических условий, вызванных Дональдом Трампом и Джо Байденом. Vox утверждал, что Маск мог бы негативно повлиять на Республиканскую партию на выборах 2026 года, сосредоточившись на конкурентных местах в Палате представителей и Сенате, собрав коалицию избирателей, склонных к футуризму и либертарианству.
В июле Маск заявил, что Американская партия могла бы «сосредоточиться лазерно только на 2 или 3 местах в Сенате и 8-10 округах Палаты представителей. Учитывая крайне узкие законодательные перевесы, этого было бы достаточно, чтобы служить решающим голосом по спорным законам, гарантируя, что они служат истинной воле народа».

### Комментарии
1. ↑  Приписывается нескольким источникам: The Washington Post[14], CBS News[15], CNN[16], Time[17], NBC News[18]